# Фасула (окръг Пафос)
Фасу̀ла (на гръцки: Φασούλα) е село в Кипър, окръг Пафос. Според статистическата служба на Република Кипър през 2001 г. селото има 57 жители.
Намира се на 10 км северно от Куклия.